# Водне поло на Літній універсіаді 2019
Водне поло на літній Універсіаді 2019 — змагання з водного поло у рамках літньої Універсіади 2019 року, що проходять з 2 липня по 14 липня на трьох майданчиках в італійських містах Неаполь, Казерта, Беневенто. Були розіграні по два комплекти нагород у чоловіків і у жінок.

## Історія
Турнір з водного поло на Універсіадах є одним з обов'язкових командних видів спорту.

## Правила участі
Заходи з водного поло будуть організовані у відповідності з останніми технічними правилами Міжнародної федерації Водних видів спорту.
У відповідності з Положенням FISU, спортсмени повинні відповідати таким вимогам для участі у Всесвітній універсіаді (стаття 5.2.1):
- До змагань допускаються студенти навчаються нині у закладах вищої освіти, або закінчили ВНЗ не більше року тому.
- Всі спортсмени повинні бути громадянами країни, яку вони представляють.
- Учасники повинні бути старше 17-ти років, але молодше 28-ми років на 1 січня 2019 року (тобто допускаються тільки спортсмени, що народилися між 1 січня 1991 року та 31 грудня 2001 року).

## Календар
| ЦВ | Церемонія відкриття | ● | Кваліфікації | 2 | Фінали змагань | ЦЗ | Церемонія закриття |

| Липень     | 2 Вт | 3 Ср | 4 Чт | 5 Пт | 6 Сб | 7 Нд | 8 Пн | 9 Вт | 10 Ср | 11 Чт | 12 Пт | 13 Сб | 14 Нд | Змагання |
| ---------- | ---- | ---- | ---- | ---- | ---- | ---- | ---- | ---- | ----- | ----- | ----- | ----- | ----- | -------- |
| Водне поло | ●    | ●    | ●    | ●    | ●    | ●    | ●    | ●    | ●     | ●     | ●     | 1     | 1     | 2        |

## Змагання серед чоловічих команд

### Груповий раунд
| Команда         | І | В | Н | П | М'ячі заб | М'ячі пзо | РМ  | Про |
| --------------- | - | - | - | - | --------- | --------- | --- | --- |
| США             | 4 | 4 | 0 | 0 | 70        | 22        | 48  | 8   |
| Росія           | 4 | 3 | 0 | 1 | 76        | 21        | 55  | 6   |
| Франція         | 4 | 2 | 0 | 2 | 49        | 31        | 18  | 4   |
| Велика Британія | 4 | 1 | 0 | 3 | 30        | 66        | -36 | 2   |
| Корея           | 4 | 0 | 0 | 4 | 15        | 100       | -85 | 0   |

| Команда   | І | В | Н | П | М'ячі заб | М'ячі пзо | РМ  | Про |
| --------- | - | - | - | - | --------- | --------- | --- | --- |
| Італія    | 4 | 4 | 0 | 0 | 67        | 39        | 28  | 8   |
| Угорщина  | 4 | 3 | 0 | 1 | 61        | 43        | 18  | 6   |
| Хорватія  | 4 | 2 | 0 | 2 | 61        | 56        | 5   | 4   |
| Австралія | 4 | 1 | 0 | 3 | 35        | 67        | -22 | 2   |
| Японія    | 4 | 0 | 0 | 4 | 55        | 74        | -19 | 0   |

## Змагання серед жіночих команд

### Груповий раунд
| Команда  | І | В | Н | П | М'ячі заб | М'ячі пзо | РМ  | Очки |
| -------- | - | - | - | - | --------- | --------- | --- | ---- |
| Угорщина | 4 | 4 | 0 | 0 | 73        | 22        | 51  | 8    |
| Канада   | 4 | 3 | 0 | 1 | 50        | 35        | 15  | 6    |
| Японія   | 4 | 2 | 0 | 2 | 49        | 49        | 0   | 4    |
| Франція  | 4 | 1 | 0 | 3 | 30        | 49        | -19 | 2    |
| Чехія    | 4 | 0 | 0 | 4 | 29        | 76        | -47 | 0    |

| Команда   | І | В | Н | П | М'ячі заб | М'ячі пзо | РМ  | Очки |
| --------- | - | - | - | - | --------- | --------- | --- | ---- |
| Італія    | 4 | 4 | 0 | 0 | 37        | 31        | 6   | 8    |
| Росія     | 4 | 3 | 0 | 1 | 52        | 37        | 15  | 6    |
| Австралія | 4 | 2 | 0 | 2 | 40        | 39        | 1   | 4    |
| США       | 4 | 1 | 0 | 3 | 38        | 40        | -2  | 2    |
| Китай     | 4 | 0 | 0 | 4 | 37        | 57        | -20 | 0    |

### Дисципліни
| Дисципліна        | Золото   | Срібло | Бронза   |
| ----------------- | -------- | ------ | -------- |
| Чоловічі змагання | Італія   | США    | Угорщина |
| Жіночі змагання   | Угорщина | Італія | Росія    |

## Медальний залік у водному поло
| Місце              | Країна             | Золото | Срібло | Бронза | Загалом |
| ------------------ | ------------------ | ------ | ------ | ------ | ------- |
| 1                  | Італія (ITA)*      | 1      | 1      | 0      | 2       |
| 2                  | Угорщина (HUN)     | 1      | 0      | 1      | 2       |
| 3                  | США (USA)          | 0      | 1      | 0      | 1       |
| 4                  | Росія (RUS)        | 0      | 0      | 1      | 1       |
| Загалом (4 збірні) | Загалом (4 збірні) | 2      | 2      | 2      | 6       |